# Calverton (Maryland)
Calverton és una concentració de població designada pel cens dels Estats Units a l'estat de Maryland. Segons el cens del 2000 tenia 12.610 habitants.

## Demografia
Segons el cens del 2000, Calverton tenia 12.610 habitants, 4.543 habitatges, i 3.230 famílies. La densitat de població era de 1.031,5 habitants per km².
Dels 4.543 habitatges en un 35,7% hi vivien nens de menys de 18 anys, en un 54,4% hi vivien parelles casades, en un 13% dones solteres, i en un 28,9% no eren unitats familiars. En el 23,5% dels habitatges hi vivien persones soles el 4% de les quals corresponia a persones de 65 anys o més que vivien soles. El nombre mitjà de persones vivint en cada habitatge era de 2,73 i el nombre mitjà de persones que vivien en cada família era de 3,24.
Per edats la població es repartia de la següent manera: un 25% tenia menys de 18 anys, un 7,6% entre 18 i 24, un 33% entre 25 i 44, un 24% de 45 a 60 i un 10,4% 65 anys o més.
L'edat mediana era de 36 anys. Per cada 100 dones de 18 o més anys hi havia 86 homes.
La renda mediana per habitatge era de 63.990 $ i la renda mediana per família de 72.958 $. Els homes tenien una renda mediana de 44.425 $ mentre que les dones 39.563 $. La renda per capita de la població era de 28.107 $. Entorn del 2,5% de les famílies i el 4% de la població estaven per davall del llindar de pobresa.

## Poblacions més properes
El següent diagrama mostra les poblacions més properes.